# Pietro Vanzi
Pietro Vanzi, detto Piero (Roma, 18 giugno 1956 – Roma, 5 agosto 2003), è stato un brigatista italiano, aderente alle Brigate Rosse, conosciuto con il nome di battaglia di "Daniele".

## Biografia

### L'ingresso nelle Brigate Rosse e il “concorso morale” nell'omicidio Moro e della sua scorta
“Piero” Vanzi frequentò il liceo ginnasio statale Terenzio Mamiani di Roma nei primi anni settanta (senza conseguire il diploma) e aderì ben presto al gruppo extraparlamentare “Viva il comunismo” (Co.co.ro.- Comitato comunista marxista leninista).
Nel dicembre 1975 giunse a Roma Mario Moretti, il quale, dopo l'arresto di Renato Curcio e Alberto Franceschini, aveva assunto un ruolo fondamentale all'interno del cosiddetto comitato esecutivo delle Brigate Rosse, composto anche da Rocco Micaletto, Lauro Azzolini e Franco Bonisoli. L'obiettivo di Moretti, che venne raggiunto nella capitale anche da Bonisoli e da Maria Carla Brioschi, era quello di reclutare nuovi militanti in vista della costituzione di una “colonna romana” dell'organizzazione terroristica. "Viva il Comunismo" fu uno dei gruppi che contribuì ad ingrossare le file della costituenda colonna, fornendo inizialmente elementi come Luigi Novelli, Marina Petrella, Stefano Petrella, Francesco Piccioni, Maurizio Iannelli e Marcello Capuano.
Nel 1977, una volta costituita un'adeguata struttura logistica, la dirigenza della colonna romana, formata oltre che da Mario Moretti, da Valerio Morucci, Adriana Faranda, Prospero Gallinari, Bruno Seghetti e Barbara Balzerani ritenne di essere in grado di dar corso, secondo le indicazioni del comitato esecutivo e della direzione strategica, alla cosiddetta “campagna di primavera”, culminata nell'agguato di via Fani e nel rapimento di Aldo Moro. Sull'onda del successo dell'operazione numerosi giovani - tra costoro Pietro Vanzi – entrarono in clandestinità e divennero militanti "regolari" dell'organizzazione brigatista.
Durante le fasi del processo Moro, i brigatisti “pentiti” Antonio Savasta ed Emilia Libera indicarono Vanzi come partecipante alle rapine nelle autorimesse di via Magnaghi e via Chisimaio (insieme a Bruno Seghetti e Francesco Piccioni), alla rapina in danno della Banca Nazionale delle Comunicazioni (insieme a Seghetti, Arreni, Piccioni, Pancelli, ed altri) e, soprattutto, al ferimento  (insieme a Iannelli e Alessandro Padula) di Pericle Pirri, direttore dell'Ufficio regionale del lavoro, il 7 maggio 1980.
Ciò fu sufficiente, nei vari gradi di giudizio, a considerare Vanzi colpevole di concorso morale nell'omicidio Moro e della sua scorta, facendo parte tale evento di un più ampio e complessivo disegno eversivo, mirante al cuore dello Stato. Tale reato comportò la condanna del Vanzi ad un primo ergastolo, confermato in tutti e tre i gradi di giudizio.
Il complesso delle azioni criminose compiute dalle Brigate Rosse tra il 1977 e il 1980, comprese quelle di cui sopra è cenno, che nei processi “Moro uno” e “Moro bis” determinarono il concorso morale nell'omicidio di Moro e della sua scorta, furono oggetto di uno specifico separato processo (“Moro ter”). In tale processo Vanzi, oltre che per le tre rapine citate e il ferimento di Pericle Pirri, fu coinvolto anche per l'omicidio del generale dei carabinieri Enrico Riziero Galvaligi.

### L'omicidio del generale Galvaligi e di Giuseppe Taliercio
Nei mesi successivi all'omicidio di Aldo Moro, Mario Moretti e Barbara Balzerani si trasferirono a Milano e Prospero Gallinari fu arrestato. Pur disponendo ancora di moltissime basi a Roma (via Ugo Pesci, via Antonio Silvani, etc.) e nell'hinterland (Cerenova, Torvajanica, Tor San Lorenzo, Lavinio, Ostia, Ladispoli), la colonna romana si trovò in un momento di oggettiva difficoltà, aggravata dalle confessioni del brigatista pentito Patrizio Peci, che condussero i carabinieri alla cattura dei militanti più anziani, alla scoperta di covi con ritrovamento di mitra, fucili di alta precisione, pistole, munizioni, esplosivo, etc. Tuttavia, grazie alla capacità dei militanti più giovani (tra cui Pietro Vanzi può ora essere annoverato a pieno titolo), il nucleo formò una nuova direzione strategica con Luigi Novelli, Marina Petrella, Remo Pancelli, Emilia Libera ed altri, rilanciando l'attacco al cuore dello Stato, mediante una serie di attentati e di iniziative che dimostrarono la pericolosità della colonna romana e la sua facilità di ricomposizione.

Il generale Enrico Riziero Galvaligi, ex-partigiano, braccio destro di Carlo Alberto dalla Chiesa, ucciso il 31 dicembre 1980

Forse la più clamorosa di queste azioni fu l'omicidio del generale dei carabinieri Enrico Riziero Galvaligi, vice comandante dell'Ufficio per il coordinamento dei servizi di sicurezza nelle carceri, braccio destro del generale Dalla Chiesa prima e del generale Risi, poi.
L'agguato avvenne la sera del 31 dicembre 1980, di fronte all'abitazione della vittima, al rientro del generale e della moglie dalla messa vespertina nella vicina parrocchia.  Remo Pancelli e Pietro Vanzi lo avvicinarono con la scusa della consegna di un pacco e gli spararono cinque colpi. Il generale lasciò la moglie e il figlio, anch'egli carabiniere.
Il 12 ottobre 1988, a conclusione del primo grado del processo “Moro ter”, per delitti comprendenti anche l'omicidio Galvaligi, furono comminate 153 condanne (26 ergastoli e 1.800 anni complessivi di detenzione), tra cui quella di un secondo ergastolo al Vanzi; la sentenza fu confermata sia in appello (6 marzo 1992) che in corte di cassazione (10 marzo 1993).
Il 21 maggio 1981, a Mestre, un gruppo di terroristi appartenenti alle Brigate Rosse, rapì il direttore dello stabilimento petrolchimico della Montedison, Giuseppe Taliercio. La “meccanica” del delitto è stata successivamente ricostruita grazie alla confessione di Antonio Savasta. All'ora di pranzo, un uomo che indossava la divisa della Guardia di Finanza, accompagnato da altri tre in borghese, aveva suonato alla porta della vittima, con un falso ordine di perquisizione. Stando alle confessioni del pentito, il commando era formato dallo stesso Savasta, che lo guidava, da Pietro Vanzi, Gianni Francescutti e Francesco Lo Bianco. I quattro si introdussero nell'abitazione del dirigente d'industria, che venne immobilizzato, incatenato, nascosto all'interno di un baule e trasportato in auto fino a Tarcento, in provincia di Udine. La moglie e i due figli presenti, furono legati ed imbavagliati.
Dopo 46 giorni di prigionia e di processi, il 5 luglio 1981, Taliercio venne assassinato dallo stesso Savasta, che gli esplose sedici colpi di pistola munita di silenziatore, dopo avergli fatto credere che sarebbe stato liberato. Il corpo venne fatto ritrovare nel bagagliaio di un'auto presso uno dei cancelli dello stabilimento. Mentre l'esecutore materiale e leader della colonna BR responsabile fu condannato a dieci anni di reclusione “per l'eccezionale contributo” dato alle indagini grazie alla sua confessione, ad altri 8 brigatisti suoi complici (tra cui Pietro Vanzi) fu comminato l'ergastolo (terzo per Vanzi).

### Il rapimento Dozier e l'arresto
Nell'ottobre 1981, a Padova, si riunì la direzione strategica delle Brigate Rosse, deliberando la trasformazione del movimento in “Brigate Rosse-Partito Comunista Combattente”; ad esso aderirono, tra gli altri, Barbara Balzerani, Antonio Savasta, Francesco Lo Bianco, Luigi Novelli, Remo Pancelli, Marina Petrella, e Pietro Vanzi. Dal carcere fecero pervenire la loro adesione anche i detenuti Iannelli, Piccioni, Seghetti e Gallinari.
In una successiva riunione dell'esecutivo, in via Verga 22, a Milano, venne pianificato il rapimento del generale statunitense James Lee Dozier, in servizio nella base NATO di Verona.
Dozier venne rapito nella sua abitazione veronese in lungadige Catena il 17 dicembre 1981 intorno alle ore 18 ad opera di quattro uomini vestiti da idraulici; la moglie fu legata e imbavagliata. 42 giorni dopo, il 28 gennaio 1982, gli uomini dei NOCS fecero irruzione in un condominio di Padova in via Ippolito Pindemonte, nel quartiere Guizza, e riuscirono a liberare il prigioniero e ad arrestare Savasta, la Libera, Di Leonardo, Ciucci e Manuela Frascella. Vanzi riuscì miracolosamente a sfuggire alla cattura, ma per il delitto connesso sarà condannato ad altri 26 anni e mezzo di reclusione.
Il 3 maggio 1983, a Roma, il giuslavorista Gino Giugni venne “gambizzato” da una donna, davanti al suo ufficio; l'attentato fu rivendicato dalle Brigate Rosse e, anni dopo, furono processati Paola Di Bernardini, Carlo De Angelis e Pietro Vanzi. Mentre i primi due furono assolti con formula piena, Vanzi fu assolto con formula dubitativa.
Il 24 giugno 1983, a Roma, in via Silla, Pietro Vanzi fu riconosciuto e arrestato, mentre tentava di estrarre una pistola dal borsello onde evitare la cattura.

### I processi: Vanzi portavoce degli "irriducibili"
Dal momento della sua cattura e per tutti gli anni '80 e i primissimi anni '90, Vanzi prese parte a tutti i processi che hanno coinvolto le Brigate Rosse, sedendo nel settore degli “irriducibili”. In molti casi, fu prescelto dai compagni di prigionia, come portavoce della fazione.
Il 10 dicembre 1984, al processo “Moro bis”, Vanzi, nel comunicare la decisione degli “irriducibili” alla rinuncia della difesa, lesse un comunicato nel quale si sosteneva che: 
L'8 febbraio successivo, Vanzi chiese di leggere un ulteriore documento, concernente la ripresa della lotta armata in Europa, ma fu subito interrotto dal presidente del tribunale che gli consentì soltanto di allegarlo agli atti.
Il 28 marzo 1985, al Processo Dozier, Vanzi rivendicò a nome delle “Brigate Rosse-Partito Comunista Combattente” l'omicidio di Ezio Tarantelli, compiuto il giorno precedente. Il terrorista, tra le interruzioni del presidente della corte d'assise, cominciò a leggere un comunicato nel quale si sosteneva il rilancio della proposta della lotta armata per il comunismo. La lettura fu poi interrotta definitivamente con la chiusura dell'impianto microfonico dell'aula.

Infine, il 18 luglio 1985, al processo Taliercio, a Vanzi fu consentito di leggere un documento di undici cartelle scritte a mano, nel quale sostenne: 
 che: 
 e, infine, che: 

### Gli ultimi anni
Nonostante le numerose condanne, grazie ad un irreprensibile comportamento, dopo soli dodici anni di reclusione fu concesso a Vanzi il regime di semilibertà. In carcere, l'ex brigatista si era avvicinato alla pratica sportiva, che era progressivamente divenuta l'esperienza centrale della sua giornata. Durante la semilibertà si dedicò all'arrampicata sportiva. Nel 1997, insieme a Marcello Capuano (un altro ergastolano in regime di semilibertà) curò la pubblicazione di un volume concernente il valore umano della pratica sportiva per i soggetti condannati a lunghe pene detentive, ed in particolare sulla capacità dello sport di insegnare la disciplina interiore nel detenuto e contemporaneamente di valorizzarne la socializzazione anche all'esterno del carcere. Negli anni della semilibertà ha anche lavorato come Account Producer in una agenzia di pubblicità, XYZ, curando campagne per Atac, Comune di Roma, Satelliti Astra, Comieco.
Pietro Vanzi è scomparso a Roma, a soli 47 anni, il 5 agosto 2003, dopo mesi di malattia. È sepolto al cimitero del Verano, in un ossario comune.